# Lưu Thuận Nghiêu
Lưu Thuận Nghiêu (tiếng Trung: 刘顺尧; tháng 12 năm 1939 — 30 tháng 12 năm 2002) là Thượng tướng Không quân Quân Giải phóng Nhân dân Trung Quốc (PLAAF). Ông từng giữ chức vụ Ủy viên Ban Chấp hành Trung ương Đảng Cộng sản Trung Quốc khóa XV, Tư lệnh Không quân Quân Giải phóng Nhân dân Trung Quốc.

## Thân thế và binh nghiệp
Lưu Thận Nghiêu sinh tháng 12 năm 1939, người Chiêu Viễn, tỉnh Sơn Đông. Năm 1958, Lưu Thuận Nghiêu nhập ngũ. Tháng 1 năm 1959, ông theo học tại trường Dự bị Hàng không 1, Không quân. Tháng 2 năm 1960, ông là Học viên phi hành trường Hàng không 5, Không quân. Sau đó, ông trở thành Phi hành viên Không quân, Phó Trung đội trưởng; Đại đội trưởng; Trung đoàn trưởng; Phó Sư đoàn trưởng. Tháng 4 năm 1961, Lưu Thuận Nghiêu gia nhập Đảng Cộng sản Trung Quốc. Tháng 10 năm 1977, Lưu Thuận Nghiêu tiếp tục học tập tại Học viện Không quân Trung Quốc. Năm 1981, nhậm chức Sư đoàn trưởng Sư đoàn bộ đội Hàng không, Không quân.
Năm 1983, nhậm chức Phó Chủ nhiệm Sở Chỉ huy Không quân Quân khu Ürümqi. Năm 1985, bổ nhiệm giữ chức Tư lệnh Sở Chỉ huy Không quân Ürümqi. Tháng 9 năm 1988, Lưu Thuận Nghiêu được phong quân hàm Thiếu tướng Không quân. Năm 1990, nhậm chức Phó Tư lệnh binh chủng Không quân trực thuộc Quân khu Lan Châu.
Tháng 4 năm 1994, Lưu Thuận Nghiêu được bổ nhiệm làm Phó Tư lệnh Quân khu Lan Châu kiêm Tư lệnh binh chủng Không quân trực thuộc Quân khu Lan Châu. Tháng 10 năm 1994, nhậm chức Phó Tư lệnh Không quân (PLAAF). Tháng 7 năm 1995, ông được phong quân hàm Trung tướng Không quân.
Tháng 11 năm 1996, Lưu Thuận Nghiêu được bổ nhiệm giữ chức vụ Tư lệnh Không quân Quân Giải phóng Nhân dân Trung Quốc. Tháng 9 năm 1997, Lưu Thuận Nghiêu được bầu làm Ủy viên Ban Chấp hành Trung ương Đảng Cộng sản Trung Quốc khóa XV. Năm 2000, Lưu Thuận Nghiêu thụ phong quân hàm Thượng tướng Không quân.
Tháng 5 năm 2002, Lưu Thuận Nghiêu thôi giữ chức vụ Tư lệnh Không quân PLA, kế nhiệm ông là Kiều Thanh Thần. Ngày 30 tháng 12 năm 2002, Lưu Thuận Nghiêu qua đời vì bệnh tại Bắc Kinh, ở tuổi 63.